# هانا نيو
هانا نيو هي ممثلة وعارضة أزياء إنجليزية ولدت في 13 مايو 1984 في حي بلهام،لندن.